# Karl Hagedorn
Karl Hagedorn (* 1922 in Güntersberge im Harz; † 2005 in Philadelphia) war ein deutsch-US-amerikanischer Künstler.

## Leben
Von 1953 bis 1959 lebte er in Augsburg und studierte ab 1956 an der Akademie der Bildenden Künste in München. 1959 zog er in die USA. Bis 1972 lebte er in Saint Paul, Minnesota. Er arbeitete als Illustrator und Graphiker. Seit 1960 unterrichtete er am St. Paul Art Center. In dieser Zeit entstanden Entwürfe für farbige Glasfenster. Von 1962 bis 1965 war er künstlerischer Leiter des Catholic Digest und von 1971 bis 1972 wurde er für eine Lehrtätigkeit an die Hamline University in St. Paul berufen. Anschließend reiste er 1972/73 für ein halbes Jahr durch Europa, bevor er nach New York umsiedelte. Ab 1998 lebte und arbeitete Karl Hagedorn in Philadelphia, wo er im Oktober 2005 verstarb.

## Auszeichnungen
- 1966: 1. Preis für Grafik, Minnesota State Fair Exhibition
- 1966: Purchase Award/ Drawing USA, St Paul Art Center
- 1967: Merit Award, Minnesota Biennial, Minneapolis Institute of Arts

## Ausstellungen
- 2024: 40 Jahre Bode Galerie, Bode Galerie & Edition, Nürnberg
- 2016: Karl Hagedorn – Werke aus dem Nachlass, Bode Galerie & Edition, Nürnberg
- 2013: First Look: Collecting for Philadelphia Präsentation der Ankäufe des Philadelphia Museum of Art, Sammlungspräsentation, Neues Museum Nürnberg
- 2013: Karl Hagedorn – Papierarbeiten Bode Galerie & Edition, Nürnberg
- 2011: Sammlungspräsentation Neues Museum Nürnberg, Nürnberg
- 2009: Sammlungspräsentation Neues Museum Nürnberg, Nürnberg
- 2006: Karl Hagedorn – In Memoriam Bode Galerie & Edition, Nürnberg
- 2002: Kunstverein Wernigerode
- 1997: Bode Galerie & Edition, Nürnberg
- 1991: Villa Dessauer, Bamberg
- 1989: Generalkonsulat der Bundesrepublik Deutschland, New York
- 1981: Kunsthalle Nürnberg
- 1979: Goethe Institute, New York
- 1971: Walker Art Center, Minneapolis/Minnesota
- 1967: The Minneapolis Institute of Arts, Minneapolis
- 1966: St. Paul Art Center, St. Paul/Minnesota

## Zum Werk von Karl Hagedorn
Mensch und Maschine waren die zentralen Themen im künstlerischen Werk von Karl Hagedorn. Die Faszination für Maschinen entwickelte sich bereits in seiner Kindheit – und zwar im väterlichen Sägewerk. Besonderes Interesse zeigte der junge Hagedorn für die Dampfmaschine. Bereits mit etwa 14 Jahren begann er intensiv zu zeichnen. 1953 beeindruckte ihn die Begegnung mit einem Werk von Fernand Léger in Paris. Während der Studienzeit war Hagedorn neben der Ölmalerei an verschiedenen Projekten beteiligt, führte Wandmalereien und Mosaike in Kirchen und öffentlichen Gebäuden aus. Sein Frühwerk zeigt Ende der fünfziger Jahre menschliche Figuren in zunächst noch düsteren Farben, eher an die Tradition der Renaissance anknüpfend. Mit dem Umzug nach Amerika wurde die menschliche Figur in seinen Gemälden zunehmend entindividualisiert. Es tauchten zunächst vereinzelt, später immer häufiger, Elemente aus dem Bereich der Technik, Maschinenteile, Signalzeichen und grafische Symbole als Bezüge zum menschlichen Referenzsystem auf. Mitte der sechziger Jahre findet Hagedorn zu seiner ihm adäquaten Bildsprache, die er seitdem bis zuletzt konsequent ausbaute. Die menschliche Figur in ihrer äußeren Erscheinung verschwand nun ganz, sie wurde zerlegt und in die sie umgebenden Teile integriert. Fast immer lassen sich die abstrakten Formen auf organische zurückführen.
Werke von Karl Hagedorn befinden sich heute in zahlreichen Sammlungen und Museen, überwiegend in Europa und den USA, wie zum Beispiel im Goethe-Institut in New York oder dem Neuen Museum in Nürnberg. Der künstlerische Nachlass wird durch die Bode Galerie & Edition in Nürnberg betreut.

## Zitate von Karl Hagedorn
„Die Zeichnung ist in erster Linie das Element, das die Idee klärt und formuliert und ein Sprungbrett für das Bild herstellt.Ideen entwickeln sich oft über einen langen Zeitraum. Meine systematische Arbeitsweise half mir, meine Ideen zu entwickeln und zu klären. Dieser für mich sehr wichtige Prozess entspricht meinem visuellen Denken.“